# گابریل سوندوکیان
گابریل سوندوکیان (به ارمنی: Գաբրիել Սունդուկյան) نمایش‌نامه‌نویس و نویسنده برجستهٔ ارمنی و بنیانگذار درام نوین ارمنی می‌باشد.

## زندگی‌نامه
گابریل سوندوکیان در ۱۱ ژوئیهٔ ۱۸۲۵ در شهر تفلیس به دنیا آمد. وی متعلق به یک خانواده ثروتمند ارمنی بود.
سوندوکیان ارمنی کلاسیک و مدرن و زبان‌های فرانسه، ایتالیایی و روسی را در دانشگاه دولتی سن پترزبورگ فرا گرفت جایی که او مقاله‌ای در اصول نظم فارسی نگاشت. سپس او به تفلیس بازگشته و خدمات اجتماعی خویش را انجام داد. در سال ۱۸۶۳ شرکت تئاتر ارمنی تفلیس اولین نمایش او را با نام «عطسه در شب خوش‌اقبال» Sneezing at Night's Good Luck را بروی صحنه برد. نمایشنامه معروف او یعنی «پپو» Pepo (۱۸۷۱) در سال ۱۹۳۵ تبدیل به پپو اولین فیلم به زبان ارمنی شد. فیلم دیگری که بر اساس آثار وی تهیه شد است «خاتابالا» ۱۹۷۱ Khatabala نام دارد. تئاتر دولتی ارمنستان به افتخار او نامگذاری شده است.
سوندوکیان در ۲۹ مارس ۱۹۱۲ در سن ۸۶ سالگی در زادگاهش خویش تفلیس درگذشت و در پانتئون ارمنیان تفلیس (خوجیوانک) به خاک سپرده شد.

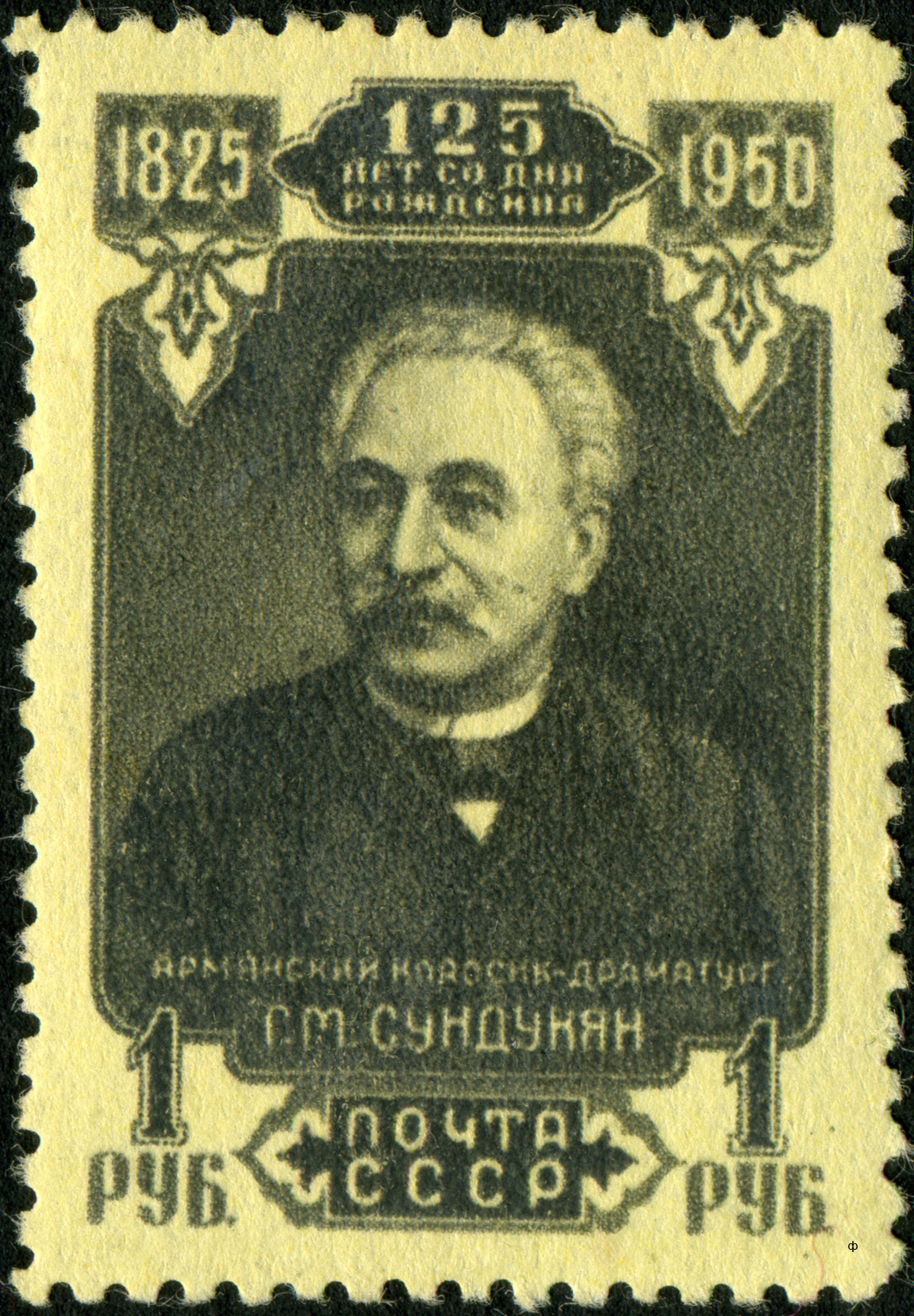
پرتره سوندوکیان بر روی یک تمبر یادبود اتحاد شوروی (۱۹۵۰).
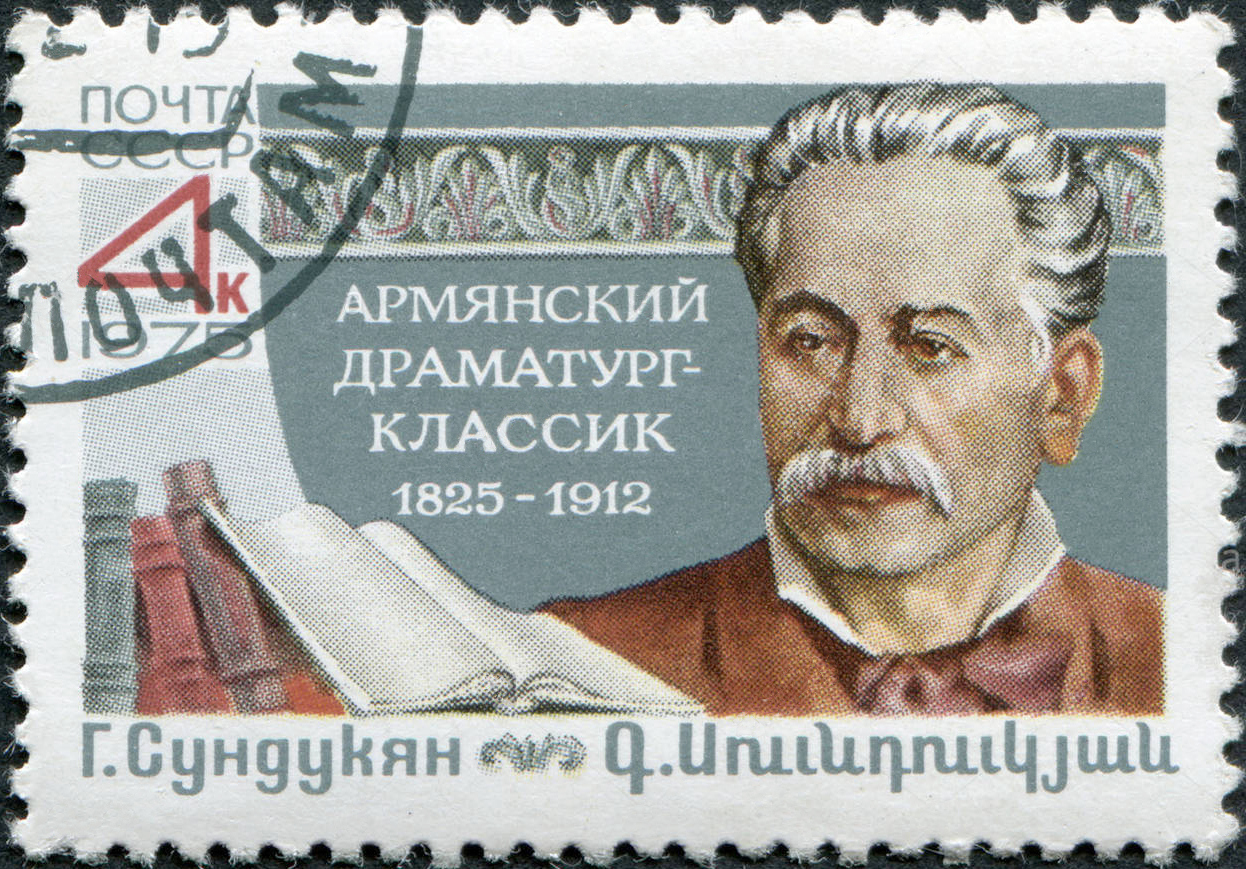
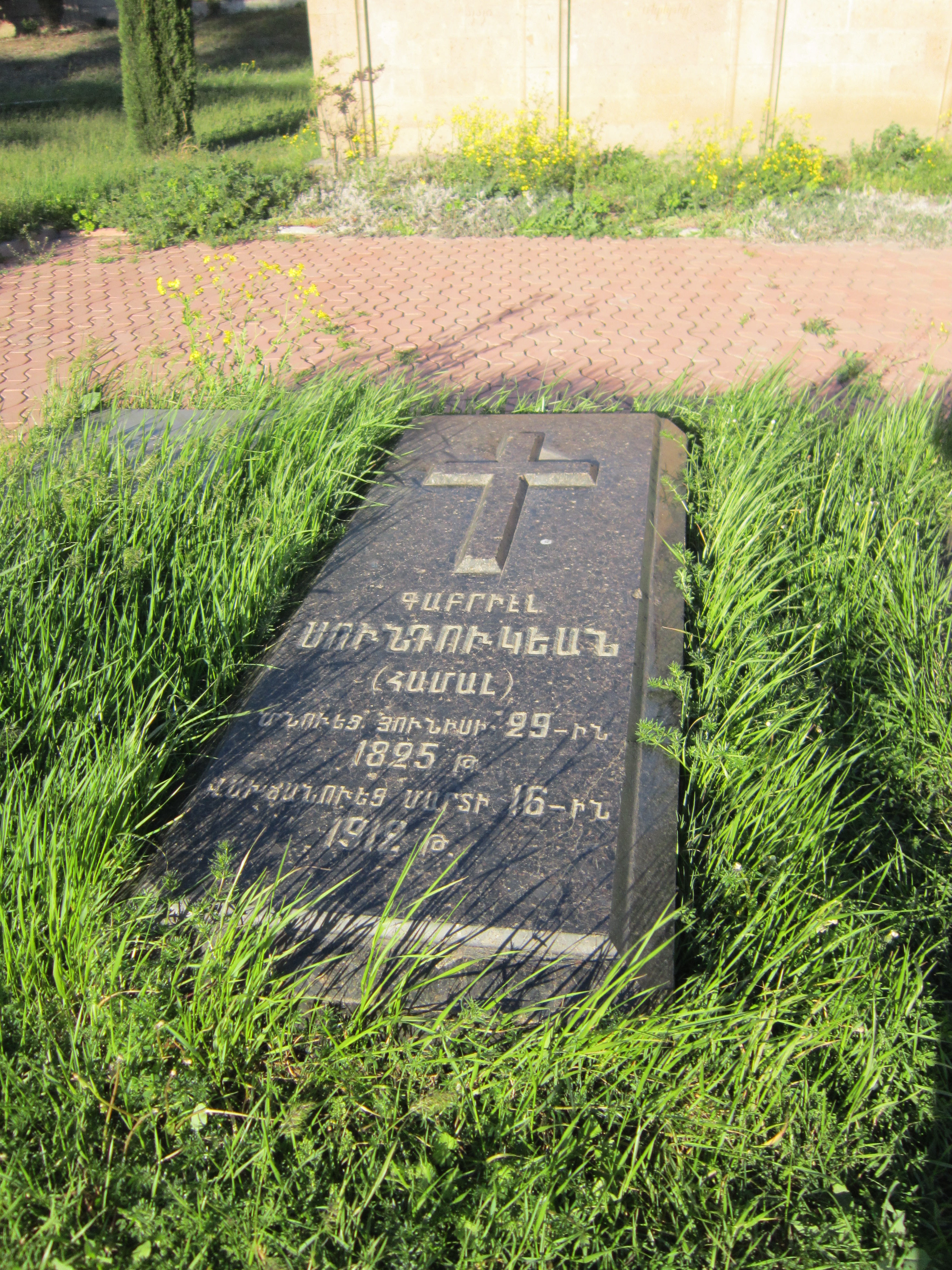
مزار گابریل سوندوکیان در خوجیوانک